# Jan Vertonghen
Jan Vertonghen (Sint-Niklaas, 24 april 1987) is een voormalig Belgisch voetballer die voornamelijk als centrale verdediger, verdedigende middenvelder of linksachter speelde. Vertonghen speelde tussen 2008 en 2012 ruim 220 wedstrijden in het eerste elftal van Ajax. Tussen 2012 en 2020 verdedigde hij acht jaar de kleuren van Tottenham Hotspur. Van 2022 tot 2025 speelde hij bij de Belgische eersteklasser RSC Anderlecht, dat hem transfervrij overnam van SL Benfica. Vertonghen debuteerde in 2007 in het Belgisch voetbalelftal en speelde op 10 oktober 2017 tegen Cyprus zijn 97ste interland, waardoor hij Jan Ceulemans als recordinternational voorbij stak. De Belgische verdediger speelde op de WK's van 2014, 2018 en 2022, alsook op de EK's van 2016, 2020 en 2024, waarna hij stopte als international. Vertonghen is met 157 interlands Belgisch recordinternational, waarbij hij tien keer de weg naar het doel vond. In juni 2025 stopte hij met voetballen.

## Clubcarrière

### Jeugd

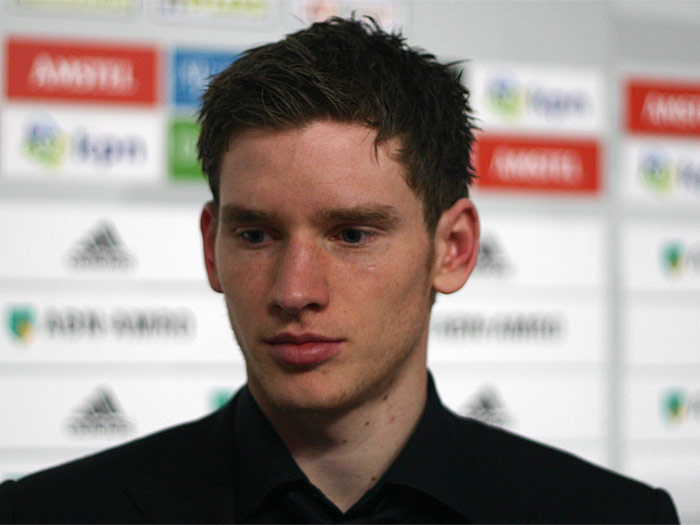
Jan Vertonghen in 2008

Vertonghen begon als zesjarige bij provincialer VK Tielrode, de club van zijn woonplaats. Daar voetbalde hij zeven jaar. Vervolgens maakt de Oost-Vlaming in 2000, op zijn veertiende de overstap naar de jeugd van Germinal Beerschot. Deze club, waar Ajax een samenwerkingsakkoord mee had, bleek in 2003 de tussenstap voor de jeugdopleiding van Ajax. Vertonghen werd ontdekt en begeleid door topscout Urbain Haesaert. Hij kwam in Amsterdam op amper zestienjarige leeftijd in een gastgezin terecht. Aanvankelijk kwam Vertonghen uit voor de A-jeugd van de Ajacieden om vervolgens snel de overstap te maken naar Jong Ajax. Hij ondertekende een contract tot medio 2008 bij Ajax.
Vertonghen viel op in de media door een opmerkelijke goal die hij scoorde bij Jong Ajax in de KNVB Beker, in het seizoen 2005/06 tegen Cambuur Leeuwarden. Cambuur speelde de bal buiten het veld voor een blessurebehandeling. De ingooi was voor Ajax, dat de intentie had de bal terug te spelen naar de ploeg die daarvoor de bal had, zoals een ongeschreven regel voorschrijft. Vertonghen schoot de bal echter van ongeveer 50 meter, al dan niet per ongeluk, in de kruising, waarmee hij de woede opwekte van Cambuur. Het was een onbedoelde wereldgoal waarmee hij de wereldpers haalde. Ter compensatie gaf Ajax Cambuur vervolgens een vrije doortocht om een tegentreffer te maken.

### AFC Ajax
Tijdens de voorbereiding van het seizoen 2006/07 nam trainer Henk ten Cate Vertonghen op in de A-kern, dit omdat er door het WK aanvankelijk veel spelers met vakantie waren. Vertonghen speelde een aanzienlijk deel van de wedstrijden in de voorbereiding en de technische staf was lovend. Hij mocht bij aanvang van het seizoen bij de selectie blijven en kreeg rugnummer 28 toebedeeld. Drie Belgen maakten zich op voor de start van de Nederlandse competitie met Ajax. Thomas Vermaelen vormt met de ervaren Jaap Stam het hart van de verdediging en rechtsbuiten Tom De Mul is terug van een uitleenbeurt bij Vitesse. Vertonghen was het vijfde jeugdproduct van Germinal Beerschot die het tot in de A-kern van Ajax schopte. Eerder was deze eer ook weggelegd voor Stanley Aborah en Jelle Van Damme. Aanvankelijk speelde hij tijdens de voorbereiding als centrale verdediger en links op het middenveld.
Hij maakte zijn officiële debuut op 23 augustus 2006 in de voorronde van de UEFA Champions League tegen FC Kopenhagen. Na een klein uur spelen komt de linkspoot in de ploeg voor Hedwiges Maduro. Vertonghen kon geen fijn gevoel overhouden aan dit debuut, want de Denen weten Ajax te verrassen. Door een 0-2 nederlaag werd Ajax naar de UEFA Cup verwezen. Vanaf dat moment kent de carrière van Vertonghen ups en downs. Verder mag hij in de UEFA Cup nog tweemaal invallen (tegen Austria Wien en Espanyol Barcelona). Voor zijn debuut in de eredivisie moet hij wachten tot 3 december 2006. Hij mag starten als basisspeler in een wedstrijd tegen Willem II die met 6-0 gewonnen werd. Daarna mocht hij nog tweemaal invallen.

#### Verhuur aan RKC Waalwijk
In de tweede seizoenshelft van het seizoen 2006/07 verhuurde Ajax Vertonghen aan het bescheiden RKC Waalwijk, op dat ogenblik de rode lantaarn in de Nederlandse voetbalcompetitie. Dit kwam er op aanraden van zijn trainer bij Ajax omdat hij in de hoofdmacht van de Amsterdammers niet bijster veel kansen kreeg. De overeenkomst was pas rond op de laatste dag van de transferperiode. Op 3 februari 2007 debuteerde hij als basisspeler met RKC tegen NAC Breda. De wedstrijd eindigt met een 2-1 verlies. Eén speeldag later, 10 februari 2007, maakte hij zijn eerste goal voor RKC tegen Heracles Almelo. De wedstrijd werd met 2-0 gewonnen. Op 8 april 2007 speelde Vertonghen tegen zijn moederclub Ajax. Hij speelt zijn beste wedstrijd in het gele shirt van de Brabanders. De wedstrijd eindigde op 2-2. Uitgerekend Jan Vertonghen scoorde de 1-1. Ajax liep mede hierdoor dat seizoen op doelsaldo de titel mis (1. PSV 75 punten uit 34 duels, 23 zeges – 6 x gelijkspel – 5 nederlagen, doelsaldo +50 (75-25), 2. Ajax 75 punten uit 34 duels, 23 zeges – 6 x gelijkspel – 5 nederlagen, doelsaldo +49 (84-35)). Trainer Henk ten Cate zou na afloop woedend zijn geweest op Vertonghen en hem dit zeer kwalijk hebben genomen. Ondanks de aanwezigheid van Vertonghen degraderen de Waalwijkers dat seizoen via de nacompetitie naar de Jupiler League. Hij speelde in Waalwijk twaalf wedstrijden, uitsluitend als basisspeler, en wist daarin drie keer het net te vinden. Bij RKC werd hij als centrale middenvelder uitgespeeld, maar zijn coach Mark Wotte positioneert hem bij vlagen ook in de verdediging. De trainer leert hem vooral dominanter te worden in zijn spel.

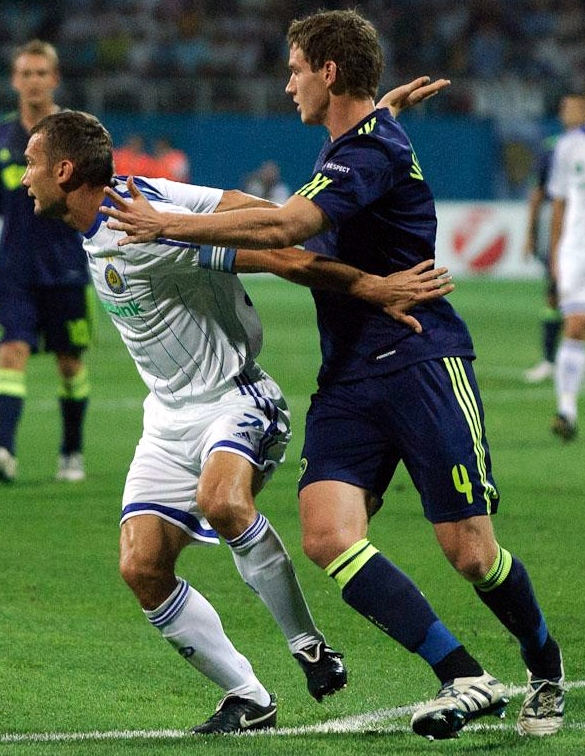
Vertonghen in duel met Andrij Sjevtsjenko

#### Terugkeer bij AFC Ajax
In het seizoen 2007/08 brak Vertonghen definitief bij Ajax door. Vertonghen speelde onder Ten Cate op de linkback positie. Hij zou in dat seizoen nog op meerdere posities gebruikt worden, waaronder linker middenvelder en linker centrale verdediger. Ajax was al vroeg uitgeschakeld in UEFA Cup nadat het al eerder de Champions League in de voorronde had gemist. Mede door blessures van zijn landgenoot Thomas Vermaelen werd Vertonghen in het centrum van de verdediging geplaatst naast John Heitinga. Ook nadat Ten Cate in oktober 2007 werd opgevolgd door interim-trainer Adrie Koster bleef hij in de basis staan. Zijn 'eerste officiële doelpunt' in de hoofdmacht van Ajax was er één in eigen doel, thuis tegen NAC Breda. Een week later scoorde Vertonghen zijn eerste officiële doelpunt tegen Willem II. Deze wedstrijd werd met 2-3 gewonnen. Ajax eindigde het seizoen als tweede achter kampioen PSV. Hierdoor werd Ajax veroordeeld tot de play-offs. In de finale verloor Ajax over twee wedstrijden van FC Twente waardoor het genoodzaakt was om het volgende seizoen opnieuw in de UEFA Cup te spelen. Dat jaar deed Vertonghen het ook goed mee in de verkiezing voetballer van het jaar. Hij werd door de 'Supportersvereniging Ajax' uitgeroepen tot 'Talent van het Jaar'. Vertonghen speelde dat seizoen 31 wedstrijden en maakte daarin twee doelpunten.
Het seizoen 2008/09 begon voor Vertonghen met een nieuwe trainer, Marco van Basten. Van Basten trainde eerder het Nederlands Elftal. Vertonghen werd oorspronkelijk de rol van linksback toebedeeld, maar werd in de loop van het seizoen op meerdere posities gebruikt. Samen met Thomas Vermaelen speelde Vertonghen in de eerste seizoenshelft in alle competitiewedstrijden. Hij stond tijdelijk tweede in het klassement van Voetballer van het Jaar.
Nadat Ajax in 2010 de KNVB Beker had veroverd, raakte Vertonghen in opspraak doordat hij bij de huldiging Feyenoordfans en -spelers uitmaakt voor 'kutkakkerlakken'. Op last van algemeen directeur Rik van de Boog bood Vertonghen op de website van Ajax zijn excuses aan. De KNVB wilde hem schorsen voor de uitlatingen. Ajax ging hier echter tegen in beroep maar verloor deze zaak en Vertonghen werd voor twee wedstrijden geschorst. Het leverde hem wel een heldenstatus op voor de Ajax-supporters.
In de kampioensjaren 2010/11 en 2011/12 was Vertonghen een van de steunpilaren. Vertonghen werd een van de gezichten van ‘de derde ster’, de dertigste landstitel in 2011 na zeven jaar zonder kampioenschap. In het seizoen 2011/12 was Vertonghen aanvoerder van de Amsterdamse ploeg. Vertonghen weet maar liefst tien keer te scoren (achtmaal in de Eredivisie en tweemaal twee keer in de KNVB Beker).
In mei 2012 won Vertonghen de Gouden Schoen (Voetballer van het Jaar) als beste speler van de Eredivisie. Vertonghen haalde het in de eindstand voor de beloftevolle Feyenoord-middenvelder Jordy Clasie en zijn Deense ploegmaat Christian Eriksen. Op de erelijst volgt hij zijn ploegmaat Theo Janssen op. Eerder werd Vertonghen tijdens de kampioenenviering in het ArenaPark al verkozen tot Ajacied van het Jaar. Hij kreeg de Rinus Michels Award uit handen van de voorzitter van de supportersvereniging. Hij werd verkozen door de supporters van Ajax. Vertongen speelde voor Ajax 220 wedstrijden waarin hij 28 keer de netten deed trillen.

### Tottenham Hotspur FC

#### Seizoen 2012/13
Nadat Ajax voor de tweede keer op rij kampioen was geworden, kwamen de eerste geruchten los over een overstap naar een Engelse club. Eerder werd al bekend dat Vertonghen zijn contract niet zou verlengen, omdat hij de Eredivisie ontgroeid was. Aanvankelijk wilden de Amsterdammers € 15 miljoen voor hun kapitein. Eerst zou Arsenal concreet zijn, maar Vertonghen verklaarde dat hij liever naar Tottenham ging. Die laatste club kwam op 24 juni tot een akkoord met Ajax, waardoor het vertrek officieel werd. Op 7 juli 2012 werd definitief bekendgemaakt dat linksvoet voor vier jaar had getekend. Vertonghen kreeg rugnummer vijf toebedeeld. De Engelsen, onder leiding van de Portugese manager André Villas-Boas betaalden een transferbedrag dat kon oplopen tot € 12 miljoen voor de verdediger/middenvelder. Hij had nog een contract tot medio 2013 in Amsterdam.
Vertonghen maakte zijn debuut voor Tottenham op 25 augustus 2012 op White Hart Lane tegen West Bromwich Albion door een blessure van vaste waarde Younes Kaboul. De wedstrijd eindigde op 1-1. Hij speelde de hele wedstrijd centraal in de verdediging en toonde meteen waarom hij een plek in de elf verdiende. In de 94ste minuut scoorde Vertonghen zelfs, maar zijn doelpunt werd afgekeurd wegens buitenspel. Hij maakte zijn eerste officiële doelpunt voor Tottenham op 26 september 2012 in de uitwedstrijd bij Carlisle United FC (0-3 winst) in de League Cup. Op 29 september 2012 maakte Vertonghen uit bij Manchester United na anderhalve minuut in de wedstrijd zijn eerste competitiedoelpunt voor de Spurs. Op 16 december 2012 scoorde Vertonghen opnieuw, ditmaal in een thuiswedstrijd tegen Swansea City. Zijn doelpunt was belangrijk, want dit zorgde voor de 1-0 overwinning.
Jan Vertonghen werd verkozen tot de 'speler van de maand maart' in de Engelse Premier League 2012/13. De verkiezing van Vertonghen was niet onterecht. Hij werd meteen opgeworpen tot een van de sterkhouders in de defensie en werd publiekslieveling nummer twee, na Gareth Bale. Hij speelde zich deze maand extra in de kijker met drie doelpunten. Hij scoorde op 10 maart 2013 twee keer op Anfield tegen Liverpool. Deze wedstrijd ging echter met 3-2 verloren. Hij pikte ook een goaltje mee tegen Swansea en gaf in deze wedstrijd ook een assist (1-2 winst). Op 7 maart 2013 scoorde Vertonghen zijn eerste Europese doelpunt voor de Engelsen in de UEFA Europa League thuiswedstrijd tegen het Italiaanse Internazionale (3-0 winst).
Met Tottenham bereikte Vertonghen de kwartfinale van de UEFA Europa League 2012/13 waarin FC Basel met penalty's te sterk was. In deze wedstrijd kreeg Vertonghen in de 91ste minuut een rode kaart voor het neerhalen van een doorgebroken speler. Hij speelde in de Europa League 2012/13 in alle twaalf duels mee en scoorde hierin eenmaal. Door zijn spel gedurende het hele seizoen werd Vertonghen opgenomen in het PFA Premier League-elftal van het Jaar. In de verdediging werden naast Vertonghen ook Pablo Zabaleta (Manchester City), Rio Ferdinand (Manchester United) en Leighton Baines (Everton) verkozen in dit elftal. Met Hazard werden er trouwens een tweede Rode Duivels in het Premier League-elftal van het Jaar verkozen. Met Tottenham eindigde Vertonghen met 72 punten op een vijfde plaats in de Premier League. Hierdoor werden de voorrondes van de Europa League gehaald. Arsenal eindigde met 73 punten op een vierde plaats. Vertonghen speelde in zijn eerste seizoen in Engeland 34 duels voor de Spurs in de Premier League en scoorde hierin vier keer. In totaal speelde Vertonghen 49 duels (Premier League, League Cup, FA Cup en Europa League), waarin hij zes keer tot scoren kwam.

#### Seizoen 2013/14
Na het ontslag van André Villas-Boas in december 2013 verloor hij even zijn basisplek. De nieuwe trainer, de Argentijn Mauricio Pochettino, verkoos Younès Kaboul en Federico Fazio boven Vertonghen. Na enige tijd groeide hij weer uit tot een sleutelfiguur aan de zijde van Fazio. Het duo speelde samen in 15 wedstrijden, waarin er 11 keer werd gewonnen en slechts één keer werd verloren. 

#### Seizoen 2014/15
In de halve finale van de Capital One Cup versloeg Tottenham Sheffield United. In de finale, op 1 maart 2015 in het Wembley Stadium nam Tottenham, met Vertonghen in de basis, het op in een Londense derby tegen Chelsea. De wedstrijd werd verloren met 2-0.

#### Seizoen 2015/16
Voor aanvang van het seizoen 2015/16 werd ex-Ajacied Toby Alderweireld opnieuw gekoppeld aan Vertongen. In de eerste tien wedstrijden van het seizoen speelden Vertonghen en Alderweireld samen. Tijdens deze periode verloren de Spurs slechts één keer. Eind januari 2016 beschadigde Vertonghen zijn mediale knieband en was hij 11 weken out. Hij maakte zijn comeback op 10 april 2010, in de thuiswedstrijd tegen Manchester United. De wedstrijd werd met 3-0 gewonnen. Dit was de eerste thuisoverwinning voor Tottenham tegen United sinds 2001. Tottenham streed tot in mei 2016 mee om de titel, waar Leicester City uiteindelijk mee van door ging. Tottenham kwalificeerde zich met een derde plaats in de competitie wel rechtstreeks voor de groepsfase van de Champions League. Zijn samenwerking met Alderweireld in de verdediging was cruciaal voor de club. Tottenham had dat seizoen het laagste aantal tegendoelpunten in de Premier League.
Op 2 december 2016 tekende Vertonghen een nieuw contract tot medio 2019 bij de Spurs. Dele Alli, Eric Dier en Harry Kane kregen eerder al een nieuwe aanbieding van de Noord-Londense club. In december 2017 blesseerde Vertonghen zich aan het ligament van de linkerenkel en zal hij twee maanden niet kunnen aantreden voor de Spurs. Hij keerde terug naar het team op 19 februari in de vijfde ronde FA Cup-wedstrijd tegen Fulham op Craven Cottage. Hij maakte deel uit van de verdediging die een nieuw clubrecord vestigde van de minst gepasseerde ploeg in een seizoen. Het vorige record van 32 tegendoelpunten dateerde van het seizoen 1908/09, toen de club nog in de Football League Second Division speelde. Vertonghen werd dat jaar met Tottenham tweede achter Chelsea.

#### Seizoen 2017/18
Op 7 januari 2018 scoorde Vertonghen zijn eerste goal voor Tottenham sinds oktober 2013. De Spurs zetten in de derde ronde van de FA Cup op eigen veld derdeklasser AFC Wimbledon vlotjes opzij met 3-0. Nadat Kane de 1-0 en de 2-0 gescoord had, legde Vertonghen twintig minuten voor tijd de eindstand vast met een schot vanop 20 meter.
Drie seizoenen op rij hoorden Vertonghen en Alderweireld bij de sterkste verdedigingsparen in de Premier League. In 2018 werd Vertonghen opnieuw verkozen tot speler van het jaar bij Tottenham.

#### Seizoen 2019/20
Op zaterdag 10 augustus 2019 startte Vertonghen aan zijn laatste seizoen als Spurs-speler. Bij het begin van de Premier League 2019/20 verzeilde Vertonghen onder Pochettino op de bank. De eerste drie wedstrijden moest hij verrassend toekijken vanop de bank. Op 1 september tegen Arsenal mocht hij starten, net als in de Champions League-match tegen Olympiakos. Hier ging hij bij enkele doelpunten niet vrijuit. Mauricio Pochettino kreeg de motor na de zomer niet meer aan de gang en moest na 5,5 jaar het gelag betalen. Zijn opvolger José Mourinho, die in november 2019 aangesteld werd, viste Vertonghen weer even op. Hoewel hij in de eerste acht wedstrijden onder The Special One zes keer mocht starten was hij uiteindelijk niet onmisbaar meer. Uiteindelijk maakte de Portugees doorgaans in het hart van de defensie gebruik van Davinson Sánchez en Toby Alderweireld. 5 februari 2020, een wedstrijd tegen Southampton voor de FA Cup, was het absolute dieptepunt in de carrière van de linksvoetige verdediger bij Tottenham. Jan Vertonghen had het zichtbaar moeilijk toen hij vlak na de start van de tweede helft al werd gewisseld. Op televisiebeelden was te zien hoe de Rode Duivel meteen na zijn wissel als een hoopje ellende op de bank zat. Door de Coronacrisis en het daarbij horende uitstel van de Premier League tekende Vertonghen op 22 juni 2020 een contractverlenging voor één maand. Hij deed op die manier het seizoen uit bij Tottenham. Een nieuwe meerjarige overeenkomst kwam er nooit, hoewel hij had gehoopt op een verlengd verblijf van twee jaar. Dit betekende het einde van een tijdperk na acht jaar trouwe dienst. Vertongen speelde voor Tottenham 315 wedstrijden waarin hij 14 keer de weg naar de netten vond.

### SL Benfica
Vertonghen tekende in augustus 2020 een driejarig contract bij SL Benfica. De recordkampioen van Portugal nam hem transfervrij over van Tottenham. Jan Vertonghen werd aangetrokken om de defensie leiderschap te geven. Hij had ook voor verschillende Italiaanse clubs kunnen kiezen voor het vervolg van zijn carrière maar de duur van het contract gaf de doorslag, net als het feit dat hij voor trofeeën kan spelen. Dat Axel Witsel en José Mourinho lovend waren over stad en leefomstandigheden – voor Vertonghen een eis, na jaren de grijsheid van Londen – was meegenomen. Na Mile Svilar, Axel Witsel en Michel Preud'homme is Vertonghen de vierde Belg in dienst van de Portugese topclub.
Vertonghen debuteerde op 15 september 2020 voor Benfica tegen het Griekse PAOK Thessaloniki in een kwalificatiewedstrijd voor de UEFA Champions League. De wedstrijd werd verrassend met 2-1 verloren. Vertonghen leidde de eerste goal van de Grieken in met een ongelukkige tussenkomst. Hij stond 90 minuten tussen de lijnen in zijn debuutmatch voor Benfica. Op de openingsspeeldag van de Primeira Liga, op 18 september 2020, onderstreepte Benfica zijn titelambities. De wedstrijd werd tegen Famalicão werd met 5-1 gewonnen. Jan Vertonghen speelde 90 minuten. Op 3 december 2020 maakte Vertonghen zijn eerste goal voor Benfica in de Europa League wedstrijd tegen het Poolse Lech Poznan. Het doelpunt zette Benfica bovendien op weg naar de kwalificatie voor de 1/16e finale. In zijn eerste seizoen speelde Vertongen 42 wedstrijden waarin hij goed was voor één doelpunt.
In zijn tweede seizoen maakte Vertonghen deel uit van het team dat zeer succesvol was in de Champions League. In de groepsfase plaatste Benfica zich in een sterke groep met Bayern München, Barcelona en Dynamo Kiev. In de achtste finale schakelde het sterke Ajax uit door sterk verdedigend werk van Vertonghen. In de kwartfinale was Liverpool te sterk. Vertonghen stond in de Europese campagne in alle tien de wedstrijden in de basis. Hij speelde dat seizoen mee in 46 wedstrijden waarin hij drie keer beslissend met een assist.
In de zomer van 2022 werd een nieuwe trainer aangesteld. Roger Schmidt is van de Red Bull-school en wil hoog pressen. Voor die speelstijl ziet hij meer in de 21-jarige Morata, die voorlopig naast Nicolás Otamendi het hart van de defensie vormt. Hierdoor verloor Vertonghen zijn basisplaats. Een trainerswissel en een verjongingskuur deed hem de das om. Hij mocht slechts één maal kort invallen in het seizoensbegin waardoor hij mocht beschikken. In 2 seizoenen Benfica speelde hij 89 wedstrijden waarin hij goed was voor één goal en drie assists.

### RSC Anderlecht

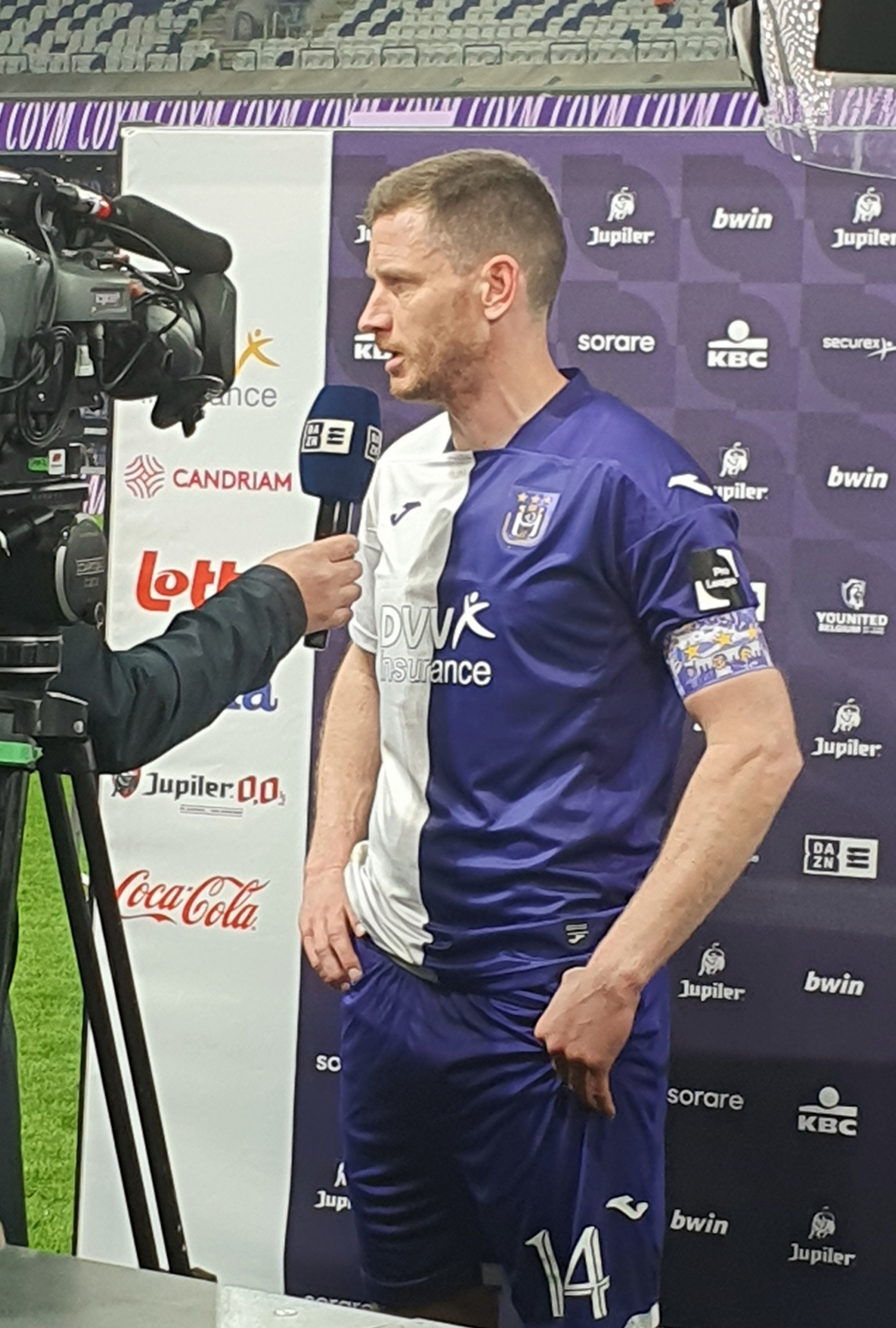
Jan Vertonghen in 2024 bij RSC Anderlecht

Op zijn 35e landde Jan Vertonghen in de Jupiler Pro League. Op 2 september 2022 tekende hij een tweejarig contract bij RSC Anderlecht. Hij speelt er met het rugnummer 14. De Brusselse club kon Vertonghen transfervrij binnenhalen. Vertonghen kwam net als Boyata en Alderweireld terug naar België. Hij moet met zijn metier en leiderschap de jonge verdediging, met Delcroix en Debast, gaan leiden. Twee jaar geleden probeerde Vincent Kompany Vertonghen al naar België te halen, maar dat was dan niet gelukt. Op financieel vlak moet hij wel inleveren: zijn jaarsalaris van € 4 miljoen euro bruto van bij Benfica wordt er in Brussel eentje van € 1.500.000,- netto. Maar dan nog werd hij een van de recordverdieners van paars-wit.
Twee dagen nadat Vertonghen een contract tekende bij Anderlecht debuteerde hij in de Jupiler Pro League. In de basiself tegen OH Leuven stond hij nog niet. In de tweede helft maakte SuperJan dan eindelijk zijn debuut in het Lotto Park. Onder luid applaus kwam hij na een uur Hannes Delcroix aflossen. De wedstrijd eindigde op 2-2. Hij maakte hiermee na 456 competitieduels op vreemde bodem zijn Belgisch debuut, na 167 Eredivisie-wedstrijden, 232 duels in de Premier League en 57 competitiewedstrijden in de Liga Portugal. Zijn eerste basisplaats krijgt hij vier dagen later in de Conference League wedstrijd tegen het Deense Silkeborg die met 1-0 gewonnen werd. Op 18 september maakte Vertonghen tegen KV Kortrijk zijn eerste officiële doelpunt in dienst van Anderlecht, dat de wedstrijd met 4-1 won.
Op 1 juli 2024 liep zijn contract af bij RSCA. Op 17 juli tekende Vertonghen er een nieuw contract tot medio 2025. Op 4 augustus geraakte de verdediger geblesseerd en was hij maanden lang uit met een achillespeesproblemen en nadien een verstuikte enkel. Pas op 22 februari 2025 maakte hij zijn rentree met een invalbeurt in een Europese wedstrijd tegen het Turkse Fenerbahçe. Op 16 maart tegen Cercle Brugge was de verdediger er voor een eerste keer weer bij van bij de start van de wedstrijd.
Op 25 maart 2025 kondigde Vertonghen aan vanwege aanhoudend blessureleed aan het einde van het lopende voetbalseizoen zijn voetbalschoenen aan de wilgen te hangen. Hij speelde zijn laatste wedstrijd op 18 mei thuis tegen Club Brugge (1-3).

## Clubstatistieken
| Seizoen     | Club              | Competitie      | Competitie | Competitie | Competitie | Beker | Beker | Beker | Europa | Europa | Europa | Totaal | Totaal | Totaal |
| Seizoen     | Club              | Competitie      | Wed.       | Dlp.       | Ass.       | Wed.  | Dlp.  | Ass.  | Wed.   | Dlp.   | Ass.   | Wed.   | Dlp.   | Ass.   |
| ----------- | ----------------- | --------------- | ---------- | ---------- | ---------- | ----- | ----- | ----- | ------ | ------ | ------ | ------ | ------ | ------ |
| 2006/07     | Ajax              | Eredivisie      | 3          | 0          | 0          | 0     | 0     | 0     | 3      | 0      | 0      | 6      | 0      | 0      |
| Club Totaal | Club Totaal       | Club Totaal     | 3          | 0          | 0          | 0     | 0     | 0     | 3      | 0      | 0      | 6      | 0      | 0      |
| 2006/07     | → RKC Waalwijk    | Eredivisie      | 15         | 3          | 0          | 1     | 0     | 0     | —      | —      | —      | 16     | 3      | 0      |
| Club Totaal | Club Totaal       | Club Totaal     | 15         | 3          | 0          | 1     | 0     | 0     | 0      | 0      | 0      | 16     | 3      | 0      |
| 2007/08     | Ajax              | Eredivisie      | 33         | 2          | 1          | 3     | 0     | 0     | 1      | 0      | 0      | 37     | 2      | 1      |
| 2008/09     | Ajax              | Eredivisie      | 26         | 4          | 2          | 2     | 0     | 0     | 7      | 1      | 0      | 35     | 5      | 2      |
| 2009/10     | Ajax              | Eredivisie      | 32         | 3          | 4          | 7     | 0     | 1     | 10     | 0      | 0      | 49     | 3      | 5      |
| 2010/11     | Ajax              | Eredivisie      | 32         | 6          | 0          | 6     | 1     | 0     | 13     | 1      | 0      | 51     | 8      | 0      |
| 2011/12     | Ajax              | Eredivisie      | 31         | 8          | 2          | 3     | 2     | 1     | 8      | 0      | 0      | 42     | 10     | 3      |
| Club Totaal | Club Totaal       | Club Totaal     | 157        | 23         | 9          | 21    | 3     | 2     | 42     | 2      | 0      | 220    | 28     | 11     |
| 2012/13     | Tottenham Hotspur | Premier League  | 34         | 5          | 3          | 3     | 1     | 0     | 12     | 1      | 1      | 49     | 7      | 4      |
| 2013/14     | Tottenham Hotspur | Premier League  | 23         | 0          | 0          | 2     | 0     | 0     | 8      | 1      | 0      | 33     | 1      | 0      |
| 2014/15     | Tottenham Hotspur | Premier League  | 32         | 1          | 0          | 8     | 0     | 0     | 7      | 0      | 0      | 47     | 1      | 0      |
| 2015/16     | Tottenham Hotspur | Premier League  | 29         | 0          | 0          | 0     | 0     | 0     | 4      | 0      | 0      | 33     | 0      | 0      |
| 2016/17     | Tottenham Hotspur | Premier League  | 33         | 0          | 0          | 3     | 0     | 0     | 6      | 0      | 0      | 42     | 0      | 0      |
| 2017/18     | Tottenham Hotspur | Premier League  | 36         | 0          | 0          | 5     | 1     | 0     | 6      | 0      | 1      | 47     | 1      | 1      |
| 2018/19     | Tottenham Hotspur | Premier League  | 22         | 1          | 0          | 2     | 0     | 0     | 10     | 1      | 1      | 34     | 2      | 1      |
| 2019/20     | Tottenham Hotspur | Premier League  | 23         | 1          | 1          | 4     | 1     | 0     | 3      | 0      | 0      | 30     | 2      | 1      |
| Club Totaal | Club Totaal       | Club Totaal     | 232        | 8          | 4          | 27    | 3     | 0     | 56     | 3      | 3      | 315    | 14     | 7      |
| 2020/21     | Benfica           | Primeira Liga   | 28         | 0          | 0          | 5     | 0     | 0     | 9      | 1      | 0      | 42     | 1      | 0      |
| 2021/22     | Benfica           | Primeira Liga   | 28         | 0          | 2          | 5     | 0     | 0     | 13     | 0      | 1      | 46     | 0      | 3      |
| 2022/23     | Benfica           | Primeira Liga   | 1          | 0          | 0          | 0     | 0     | 0     | 0      | 0      | 0      | 1      | 0      | 0      |
| Club Totaal | Club Totaal       | Club Totaal     | 57         | 0          | 2          | 10    | 0     | 0     | 22     | 1      | 1      | 89     | 1      | 3      |
| 2022/23     | RSC Anderlecht    | Eerste Klasse A | 24         | 1          | 0          | 1     | 0     | 0     | 11     | 1      | 0      | 36     | 2      | 0      |
| 2023/24     | RSC Anderlecht    | Eerste Klasse A | 34         | 3          | 2          | 2     | 0     | 0     | 0      | 0      | 0      | 36     | 3      | 2      |
| 2024/25     | RSC Anderlecht    | Eerste Klasse A | 2          | 0          | 0          | 0     | 0     | 0     | 0      | 0      | 0      | 2      | 0      | 0      |
| Club Totaal | Club Totaal       | Club Totaal     | 60         | 4          | 2          | 2     | 0     | 0     | 11     | 1      | 0      | 74     | 5      | 2      |
| TOTAAL      | TOTAAL            | TOTAAL          | 487        | 38         | 17         | 61    | 6     | 2     | 133    | 7      | 4      | 679    | 51     | 23     |

## Nationaal elftal

### Beloften
Vertonghen werd geselecteerd voor het Belgische beloftenelftal voor het Europees kampioenschap voetbal onder 21 - 2007 in Nederland. Het Belgisch voetbalelftal onder 21 plaatste zich hierin voor de halve finales die met 1-0 verloren ging tegen Servië. 
Met het bereiken de halve finale in Nederland verwierven de beloften deelname aan de Olympische Spelen van 2008 in Peking. Met Vertonghen als middenvelder behaalden ze er de vierde plaats.

### België
Op 16 mei 2007 werd Vertonghen voor het eerst geselecteerd voor de Rode Duivels. Van toenmalig bondscoach René Vandereycken kreeg hij meteen een basisplaats als middenvelder in de met 1-2 verloren thuiswedstrijd tegen Portugal, in een kwalificatiewedstrijd voor het EK 2008 in Zwitserland en Oostenrijk. Door de hevige concurrentie centraal in de verdediging speelde hij in het begin voornamelijk als linksachter.
In zijn 15e interland op 12 augustus 2009 scoorde Vertonghen zijn eerste interland doelpunt voor de Rode Duivels. In de vriendschappelijke wedstrijd uit bij Tsjechië scoorde hij de enige goal voor België in de met 3-1 verloren wedstrijd.
Op 25 mei 2012 was Vertonghen, in zijn 37e interland, voor de eerste keer aanvoerder van de Rode Duivels in de vriendschappelijke wedstrijd thuis tegen Montenegro (2-2).
Met de Rode Duivels wist Vertonghen zich niet te plaatsen voor achtereenvolgend het EK 2008, WK 2010 en EK 2012.
Onder bondscoach Marc Wilmots is Vertonghen uitgegroeid tot de vaste linksachter van de nationale ploeg. Vertonghen speelt liever centraal, maar gezien de aanwezigheid van FC Barcelona-verdediger Thomas Vermaelen en Manchester City-aanvoerder Vincent Kompany vervult Vertonghen deze positie. Onder bondscoach Roberto Martinez opteert voor een driemansverdediging, waarin Vertonghen op zijn voorkeurspositie centraal achterin uitgespeeld wordt. Voordien onder Marc Wilmots moest hij de linkerflank voor zijn rekening nemen.
In oktober 2017 stak Vertonghen op dertigjarige leeftijd Jan Ceulemans voorbij met zijn 97ste interland. Hiermee werd hij alleen recordhouder. Ceulemans had het record 26 jaar in handen. Vertonghen was zelden geblesseerd en verdween bijgevolg bijna nooit uit de basiself, waardoor hij bijna honderd caps kon verzamelen op iets meer dan tien jaar. Ter vergelijking, levende legende Ceulemans deed er bijna veertien jaar over (van maart 1977 tot februari 1991). Twaalf jaar na zijn debuut, op 2 juni 2018, speelt Jan Vertonghen voor de 100e keer in het shirt van de Rode Duivels. Opvallend: opnieuw is het op 2 juni en opnieuw is Portugal de tegenstander in een oefenwedstrijd in het Koning Boudewijnstadion. Hij was de eerste Belgische international die deze mijlpaal bereikte.

#### WK 2014 Brazilië
Op 13 mei 2014 maakte bondscoach Marc Wilmots bekend dat Vertonghen behoort tot de WK-selectie van de Rode Duivels. Dit was voor Vertonghen zijn eerste WK. Vertonghen maakte op 17 juni 2014 zijn debuut op het WK in de openingswedstrijd tegen Algerije. Vertonghen veroorzaakte in de 25e minuut een penalty waardoor Algerije op voorsprong kwam. België wist de wedstrijd uiteindelijk met 2-1 te winnen door doelpunten van Marouane Fellaini en Dries Mertens. Vertonghen werd in de tweede wedstrijd tegen Rusland gepasseerd door Wilmots die de voorkeur gaf aan Vermaelen op de linksback positie. Vermaelen moest wegens een blessure het veld echter in de 31e minuut noodgedwongen verlaten waardoor Vertonghen alsnog zijn opwachting zou maken. In de derde groepsmatch, tegen Zuid-Korea mocht Vertonghen weer opdraven en werd zelf, door een blessure van Vincent Kompany, tot kapitein benoemd. De kersverse kapitein scoorde het winnende doelpunt tegen de Zuid-Koreanen. Door zijn goal wonnen de Rode Duivels voor het eerst alle wedstrijden in de groepsfase van een WK. Vertonghen bereikte met België uiteindelijk de kwartfinale, waarin Argentinië met 1-0 te sterk was voor de Rode Duivels.

#### EK 2016 Frankrijk
België wist zich als nummer één in haar groep te kwalificeren voor het Europees kampioenschap voetbal 2016 in Frankrijk. De Rode Duivels hielden Wales met twee punten achter zich. Vertonghen speelde iedere wedstrijd mee in deze kwalificatiereeks, voornamelijk als linksachter. In mei 2016 werd hij door bondscoach Marc Wilmots opgenomen in de selectie voor het EK. Door de afwezigheid van Kompany was Vertonghen de meest ervaren Rode Duivel in de selectie met 77 interlands op zijn naam. De Rode Duivels werden op het EK ingedeeld in een groep met Italië, Ierland en Zweden. Wilmots koos voor Alderweireld in het centrum van de verdediging samen met Vermaelen, waardoor Vertonghen de linksachterpositie moest invullen. België verloor de eerste wedstrijd op het EK met 2-0 van Italië. België won vervolgens wel met 3-0 van Ierland en met 1-0 van Zweden waardoor het als nummer twee in de groep doorging naar de knock-out fase. Hierin werden de Rode Duivels gekoppeld aan Hongarije. België won deze wedstrijd met 4-0. Dit bleek voor Vertonghen zijn laatste wedstrijd op het toernooi. Een dag voor België het in de kwartfinale opnam tegen Wales, scheurde hij op de training de banden van zijn linkerenkel en zat het EK erop voor hem. Wilmots kon in de wedstrijd tegen Wales ook geen beroep doen op Vermaelen die een schorsing had opgelopen waardoor Alderweireld het centrale duo vormde met Jason Denayer en Jordan Lukaku speelde als linksback. België kwam in deze wedstrijd op een 1-0 voorsprong dankzij een doelpunt van Radja Nainggolan, maar verloor de wedstrijd uiteindelijk met 3-1 wat uitschakeling betekende.

#### WK 2018 Rusland
België eindigde eind 2017 als eerste in zijn poule voor de kwalificatie voor het Wereldkampioenschap voetbal in Rusland. Het was daarmee het allereerste Europees land dat zich wist te kwalificeren voor het grote voetbaltoernooi. Het werd ingedeeld in groep G als reekshoofd samen met Engeland, Tunesië en Panama, dat voor de eerste keer deelnam aan de eindronde van het WK.
Jan Vertonghen startte in de groepsfase in twee van de drie wedstrijden en behaalde hiermee zijn 103e en 104e cap bij de Rode Duivels. De verdediger startte tegen Panama en tegen Tunesië om vervolgens tegen Engeland rust te krijgen voor het verdere verloop van het toernooi.
Tijdens de achtste finale tegen Japan bij een 0-2 achterstand voor de Belgen wist Vertonghen de aansluitingstreffer te maken. Met de 1-2 heeft Jan Vertonghen de verste kopbalgoal in de WK-geschiedenis gemaakt. Zijn kopbal in doel legde een afstand van maar liefst 18,6 meter af. Dat is meteen de langste afstand ooit gemeten voor een kopbaldoelpunt op een WK volgens statistieken van Opta. Het bedrijf houdt data bij sinds het WK van 1966. De Belgen wonnen deze wedstrijd met 3-2 en gingen door naar de kwartfinale.

#### EK 2020
Jan Vertonghen werd ook voor het EK 2020, dat gespeeld werd in 2021, opgeroepen door bondscoach Roberto Martínez. Hij speelde de eerste twee wedstrijden (beiden gewonnen) in de poulefase. Deze waren tegen Rusland (3-0) en Denemarken (1-2). De derde groepswedstrijd (Finland, 0-2 winst) kreeg Vertonghen rust. Beide knock-out wedstrijden speelde Vertonghen. Van Portugal werd nog 1-0 gewonnen, maar na een 1-2 nederlaag tegen Italië zat het toernooi erop voor de Belgen.

#### UEFA Nations League 2020/21
In oktober 2021 speelde België de finale van de Nations League 2020/21, die doorging in Italië. Vertonghen speelde in beide wedstrijden tegen Frankrijk in Turijn en Italië in het Allianz Stadium in Turijn. Alle twee gingen verloren.

#### WK 2022 Qatar
Op 10 november 2022 hakte Martinez de knoop voor de definitieve WK selectie door. Vertonghen maakte hiervan zoals verwacht deel uit. In de drie groepswedstrijden tegen Canada (1-0 overwinning), Marokko (0-2 verlies) en Kroatië (0-0) stond Vertonghen telkens in de basis.

#### EK 2024 Duitsland
Op 12 september 2023, een kwalificatiewedstrijd voor het EK 2024 tegen Estland, bereikte Vertonghen een nieuwe mijlpaal. Hij speelde zijn 150e interland waarin hij de vroege openingstreffer voor zijn rekening nam. In de vierde minuut maakte de flankverdediger een kopbaldoelpunt bij een hoekschop. De wedstrijd werd uiteindelijk met 5-0 gewonnen.
Eind mei 2024 werd Vertonghen door bondscoach Domenico Tedesco opgenomen in de selectie voor het EK 2024 in Duitsland. In de openingswedstijd tegen Slowakije (0-1 verlies) kwam hij door een blessure niet in actie. In de twee daaropvolgende groepswedrijden tegen Roemenië (2-0 winst) en Ukraïne (0-0) stond hij opnieuw in de basis. In de achtste finale tegen Frankrijk zorgde een ongelukkige owngoal van Vertonghen voor het noodlottige resultaat (1-0 verlies). Een schot van de Franse aanvaller Kolo Muani week af op zijn knie en devieerde in de goal.
Na dit EK zette Vertonghen officieel een punt achter zijn carrière bij de Rode Duivels. Hij verzamelde in 17 jaar 157 interlands en wist daarin tien keer te scoren. Vertonghen is met deze cijfers recordinternational van België en speelde op zes grote toernooien.

#### Interlands
| Interlands van Jan Vertonghen voor België | Interlands van Jan Vertonghen voor België | Interlands van Jan Vertonghen voor België | Interlands van Jan Vertonghen voor België | Interlands van Jan Vertonghen voor België | Interlands van Jan Vertonghen voor België |
| No.                                       | Datum                                     | Wedstrijd                                 | Uitslag                                   | Soort Wedstrijd                           | Doelpunten                                |
| ----------------------------------------- | ----------------------------------------- | ----------------------------------------- | ----------------------------------------- | ----------------------------------------- | ----------------------------------------- |
|                                           |                                           |                                           |                                           |                                           |                                           |
| Als speler bij Ajax                       | Als speler bij Ajax                       | Als speler bij Ajax                       | Als speler bij Ajax                       | Als speler bij Ajax                       | 2                                         |
| 1.                                        | 2 juni 2007                               | België – Portugal                         | 1 – 2                                     | Kwalificatie EK 2008                      | –                                         |
| 2.                                        | 6 juni 2007                               | Finland – België                          | 2 – 0                                     | Kwalificatie EK 2008                      | –                                         |
| 3.                                        | 12 september 2007                         | Kazachstan – België                       | 2 – 2                                     | Kwalificatie EK 2008                      | –                                         |
| 4.                                        | 17 oktober 2007                           | België – Armenië                          | 3 – 0                                     | Kwalificatie EK 2008                      | –                                         |
| 5.                                        | 17 november 2007                          | Polen – België                            | 2 – 0                                     | Kwalificatie EK 2008                      | –                                         |
| 6.                                        | 21 november 2007                          | Azerbeidzjan – België                     | 0 – 1                                     | Kwalificatie EK 2008                      | –                                         |
| 7.                                        | 26 maart 2008                             | België – Marokko                          | 1 – 4                                     | Vriendschappelijk                         |                                           |
| 8.                                        | 30 mei 2008                               | Italië – België                           | 3 – 1                                     | Vriendschappelijk                         | –                                         |
| 9.                                        | 6 september 2008                          | België – Estland                          | 3 – 2                                     | Kwalificatie WK 2010                      | –                                         |
| 10.                                       | 10 september 2008                         | Turkije – België                          | 1 – 1                                     | Kwalificatie WK 2010                      | –                                         |
| 11.                                       | 11 oktober 2008                           | België – Armenië                          | 2 – 0                                     | Kwalificatie WK 2010                      | –                                         |
| 12.                                       | 15 oktober 2008                           | België – Spanje                           | 1 – 2                                     | Kwalificatie WK 2010                      | –                                         |
| 13.                                       | 19 november 2008                          | Luxemburg – België                        | 1 – 1                                     | Vriendschappelijk                         | –                                         |
| 14.                                       | 11 februari 2009                          | België – Slovenië                         | 2 – 0                                     | Vriendschappelijk                         | –                                         |
| 15.                                       | 12 augustus 2009                          | Tsjechië – België                         | 3 – 1                                     | Vriendschappelijk                         | 27'                                       |
| 16.                                       | 5 september 2009                          | Spanje – België                           | 5 – 0                                     | Kwalificatie WK 2010                      | –                                         |
| 17.                                       | 10 oktober 2009                           | België – Turkije                          | 2 – 0                                     | Kwalificatie WK 2010                      | –                                         |
| 18.                                       | 14 oktober 2009                           | Estland – België                          | 2 – 0                                     | Kwalificatie WK 2010                      | –                                         |
| 19.                                       | 14 november 2009                          | België – Hongarije                        | 3 – 0                                     | Vriendschappelijk                         | –                                         |
| 20.                                       | 17 november 2009                          | Qatar – België                            | 0 – 2                                     | Vriendschappelijk                         | –                                         |
| 21.                                       | 3 maart 2010                              | België – Kroatië                          | 0 – 1                                     | Vriendschappelijk                         | –                                         |
| 22.                                       | 19 mei 2010                               | België – Bulgarije                        | 2 – 1                                     | Vriendschappelijk                         | –                                         |
| 23.                                       | 11 augustus 2010                          | Finland – België                          | 1 – 0                                     | Vriendschappelijk                         | –                                         |
| 24.                                       | 3 september 2010                          | België – Duitsland                        | 0 – 1                                     | Kwalificatie EK 2012                      | –                                         |
| 25.                                       | 7 september 2010                          | Turkije – België                          | 3 – 2                                     | Kwalificatie EK 2012                      | –                                         |
| 26.                                       | 12 oktober 2010                           | België – Oostenrijk                       | 4 – 4                                     | Kwalificatie EK 2012                      | –                                         |
| 27.                                       | 17 november 2010                          | Rusland – België                          | 0 – 2                                     | Vriendschappelijk                         | –                                         |
| 28.                                       | 9 februari 2011                           | België – Finland                          | 1 – 1                                     | Vriendschappelijk                         | –                                         |
| 29.                                       | 25 maart 2011                             | Oostenrijk – België                       | 0 – 2                                     | Kwalificatie EK 2012                      | –                                         |
| 30.                                       | 29 maart 2011                             | België – Azerbeidzjan                     | 4 – 1                                     | Kwalificatie EK 2012                      | 16'                                       |
| 31.                                       | 3 juni 2011                               | België – Turkije                          | 1 – 1                                     | Kwalificatie EK 2012                      | –                                         |
| 32.                                       | 2 september 2011                          | Azerbeidzjan – België                     | 1 – 1                                     | Kwalificatie EK 2012                      | –                                         |
| 33.                                       | 7 oktober 2011                            | België – Kazachstan                       | 4 – 1                                     | Kwalificatie EK 2012                      | –                                         |
| 34.                                       | 11 oktober 2011                           | Duitsland – België                        | 3 – 1                                     | Kwalificatie EK 2012                      | –                                         |
| 35.                                       | 11 november 2011                          | België – Roemenië                         | 2 – 1                                     | Vriendschappelijk                         | –                                         |
| 36.                                       | 29 februari 2012                          | Griekenland – België                      | 1 – 1                                     | Vriendschappelijk                         | –                                         |
| 37.                                       | 25 mei 2012                               | België – Montenegro                       | 2 – 2                                     | Vriendschappelijk                         | –                                         |
| 38.                                       | 02 juni 2012                              | Engeland – België                         | 1 – 0                                     | Vriendschappelijk                         | –                                         |
| Als speler bij Tottenham Hotspur          | Als speler bij Tottenham Hotspur          | Als speler bij Tottenham Hotspur          | Als speler bij Tottenham Hotspur          | Als speler bij Tottenham Hotspur          | 7                                         |
| 39.                                       | 15 augustus 2012                          | België – Nederland                        | 4 – 2                                     | Vriendschappelijk                         | 80'                                       |
| 40.                                       | 07 september 2012                         | Wales – België                            | 0 – 2                                     | Kwalificatie WK 2014                      | 83'                                       |
| 41.                                       | 11 september 2012                         | België – Kroatië                          | 1 – 1                                     | Kwalificatie WK 2014                      | –                                         |
| 42.                                       | 12 oktober 2012                           | Servië – België                           | 0 – 3                                     | Kwalificatie WK 2014                      | –                                         |
| 43.                                       | 16 oktober 2012                           | België – Schotland                        | 2 – 0                                     | Kwalificatie WK 2014                      | –                                         |
| 44.                                       | 14 november 2012                          | Roemenië – België                         | 2 – 1                                     | Vriendschappelijk                         | –                                         |
| 45.                                       | 6 februari 2013                           | België – Slowakije                        | 2 – 1                                     | Vriendschappelijk                         | –                                         |
| 46.                                       | 22 maart 2013                             | Macedonië – België                        | 0 – 2                                     | Kwalificatie WK 2014                      | –                                         |
| 47.                                       | 26 maart 2013                             | België – Macedonië                        | 1 – 0                                     | Kwalificatie WK 2014                      | –                                         |
| 48.                                       | 29 mei 2013                               | Verenigde Staten – België                 | 2 – 4                                     | Vriendschappelijk                         | –                                         |
| 49.                                       | 7 juni 2013                               | België – Servië                           | 2 – 1                                     | Kwalificatie WK 2014                      | –                                         |
| 50.                                       | 6 september 2013                          | Schotland – België                        | 0 – 2                                     | Kwalificatie WK 2014                      | –                                         |
| 51.                                       | 11 oktober 2013                           | Kroatië – België                          | 1 – 2                                     | Kwalificatie WK 2014                      | –                                         |
| 52.                                       | 15 oktober 2013                           | België – Wales                            | 1 – 1                                     | Kwalificatie WK 2014                      | –                                         |
| 53.                                       | 14 november 2013                          | België – Colombia                         | 0 – 2                                     | Vriendschappelijk                         | –                                         |
| 54.                                       | 19 november 2013                          | België – Japan                            | 2 – 3                                     | Vriendschappelijk                         | –                                         |
| 55.                                       | 5 maart 2014                              | België – Ivoorkust                        | 2 – 2                                     | Vriendschappelijk                         | –                                         |
| 56.                                       | 26 mei 2014                               | België – Luxemburg                        | 5 – 1                                     | Vriendschappelijk                         | –                                         |
| 57.                                       | 7 juni 2014                               | België – Tunesië                          | 1 – 0                                     | Vriendschappelijk                         | –                                         |
| 58.                                       | 17 juni 2014                              | België – Algerije                         | 2 – 1                                     | WK 2014                                   | –                                         |
| 59.                                       | 22 juni 2014                              | België – Rusland                          | 1 – 0                                     | WK 2014                                   | –                                         |
| 60.                                       | 26 juni 2014                              | Zuid-Korea – België                       | 0 – 1                                     | WK 2014                                   | 77'                                       |
| 61.                                       | 1 juli 2014                               | België – Verenigde Staten                 | 2 – 1                                     | WK 2014                                   | –                                         |
| 62.                                       | 5 juli 2014                               | Argentinië – België                       | 1 – 0                                     | WK 2014                                   | –                                         |
| 63.                                       | 4 september 2014                          | België – Australië                        | 2 – 0                                     | Vriendschappelijk                         | –                                         |
| 64.                                       | 10 oktober 2014                           | België – Andorra                          | 6 – 0                                     | Kwalificatie EK 2016                      |                                           |
| 65.                                       | 13 oktober 2014                           | Bosnië en Herzegovina – België            | 1 – 1                                     | Kwalificatie EK 2016                      | –                                         |
| 66.                                       | 12 november 2014                          | België – IJsland                          | 3 – 1                                     | Vriendschappelijk                         | –                                         |
| 67.                                       | 16 november 2014                          | België – Wales                            | 0 – 0                                     | Kwalificatie EK 2016                      | –                                         |
| 68.                                       | 28 maart 2015                             | België – Cyprus                           | 5 – 0                                     | Kwalificatie EK 2016                      | –                                         |
| 69.                                       | 31 maart 2015                             | Israël – België                           | 0 – 1                                     | Kwalificatie EK 2016                      | –                                         |
| 70.                                       | 7 juni 2015                               | Frankrijk – België                        | 3 – 4                                     | Vriendschappelijk                         | –                                         |
| 71.                                       | 12 juni 2015                              | Wales – België                            | 1 – 0                                     | Kwalificatie EK 2016                      | –                                         |
| 72.                                       | 3 september 2015                          | België – Bosnië en Herzegovina            | 3 – 1                                     | Kwalificatie EK 2016                      | –                                         |
| 73.                                       | 6 september 2015                          | Cyprus – België                           | 0 – 1                                     | Kwalificatie EK 2016                      | –                                         |
| 74.                                       | 10 oktober 2015                           | Andorra – België                          | 1 – 4                                     | Kwalificatie EK 2016                      | –                                         |
| 75.                                       | 13 oktober 2015                           | België – Israël                           | 3 – 1                                     | Kwalificatie EK 2016                      | –                                         |
| 76.                                       | 13 november 2015                          | België – Italië                           | 3 – 1                                     | Vriendschappelijk                         | 74'                                       |
| 77.                                       | 28 mei 2016                               | Zwitserland – België                      | 1 – 2                                     | Vriendschappelijk                         | –                                         |
| 78.                                       | 1 juni 2016                               | België – Finland                          | 1 – 1                                     | Vriendschappelijk                         | –                                         |
| 79.                                       | 5 juni 2016                               | België – Noorwegen                        | 3 – 2                                     | Vriendschappelijk                         | –                                         |
| 80.                                       | 13 juni 2016                              | België – Italië                           | 0 – 2                                     | EK 2016                                   | –                                         |
| 81.                                       | 28 juni 2016                              | België – Ierland                          | 3 – 0                                     | EK 2016                                   | –                                         |
| 82.                                       | 22 juni 2016                              | Zweden – België                           | 0 – 1                                     | EK 2016                                   | –                                         |
| 83.                                       | 26 juni 2016                              | Hongarije – België                        | 0 – 4                                     | EK 2016                                   | –                                         |
| 84.                                       | 1 september 2016                          | België – Spanje                           | 0 – 2                                     | Vriendschappelijk                         | –                                         |
| 85.                                       | 6 september 2016                          | Cyprus – België                           | 0 – 3                                     | Kwalificatie WK 2018                      | –                                         |
| 86.                                       | 7 oktober 2016                            | België – Bosnië en Herzegovina            | 4 – 0                                     | Kwalificatie WK 2018                      | –                                         |
| 87.                                       | 10 oktober 2016                           | Gibraltar – België                        | 0 – 6                                     | Kwalificatie WK 2018                      | –                                         |
| 88.                                       | 9 november 2016                           | Nederland – België                        | 1 – 1                                     | Vriendschappelijk                         | –                                         |
| 89.                                       | 13 november 2016                          | België – Estland                          | 8 – 1                                     | Kwalificatie WK 2018                      | –                                         |
| 90.                                       | 25 maart 2017                             | België – Griekenland                      | 1 – 1                                     | Kwalificatie WK 2018                      | –                                         |
| 91.                                       | 28 maart 2017                             | Rusland – België                          | 3 – 3                                     | Vriendschappelijk                         | –                                         |
| 92.                                       | 5 juni 2017                               | België – Tsjechië                         | 2 – 1                                     | Vriendschappelijk                         | –                                         |
| 93.                                       | 9 juni 2017                               | Estland – België                          | 0 – 2                                     | Kwalificatie WK 2018                      | –                                         |
| 94.                                       | 31 augustus 2017                          | België – Gibraltar                        | 9 – 0                                     | Kwalificatie WK 2018                      | –                                         |
| 95.                                       | 3 september 2017                          | Griekenland – België                      | 1 – 2                                     | Kwalificatie WK 2018                      | 70'                                       |
| 96.                                       | 7 oktober 2017                            | Bosnië en Herzegovina – België            | 3 – 4                                     | Kwalificatie WK 2018                      | 68'                                       |
| 97.                                       | 10 oktober 2017                           | België – Cyprus                           | 4 – 0                                     | Kwalificatie WK 2018                      | –                                         |
| 98.                                       | 14 november 2017                          | België – Japan                            | 1 – 0                                     | Vriendschappelijk                         | –                                         |
| 99.                                       | 27 maart 2018                             | België – Saoedi-Arabië                    | 4 – 0                                     | Vriendschappelijk                         | –                                         |
| 100.                                      | 2 juni 2018                               | België – Portugal                         | 0 – 0                                     | Vriendschappelijk                         | –                                         |
| 101.                                      | 6 juni 2018                               | België – Egypte                           | 3 – 0                                     | Vriendschappelijk                         | –                                         |
| 102.                                      | 11 juni 2018                              | België – Costa Rica                       | 4 – 1                                     | Vriendschappelijk                         | –                                         |
| 103.                                      | 18 juni 2018                              | België – Panama                           | 3 – 0                                     | WK 2018                                   | –                                         |
| 104.                                      | 23 juni 2018                              | België – Tunesië                          | 5 – 2                                     | WK 2018                                   | –                                         |
| 105.                                      | 02 juli 2018                              | België – Japan                            | 3 – 2                                     | WK 2018                                   | 69'                                       |
| 106.                                      | 06 juli 2018                              | Brazilië – België                         | 1 – 2                                     | WK 2018                                   | –                                         |
| 107.                                      | 10 juli 2018                              | Frankrijk – België                        | 1 – 0                                     | WK 2018                                   | –                                         |
| 108.                                      | 14 juli 2018                              | België – Engeland                         | 2 – 0                                     | WK 2018                                   | –                                         |
| 109.                                      | 07 september 2018                         | Schotland – België                        | 0 – 4                                     | Vriendschappelijk                         | –                                         |
| 110.                                      | 11 september 2018                         | IJsland – België                          | 0 – 3                                     | Nations League 2018/19                    | –                                         |
| 111.                                      | 21 maart 2019                             | België – Rusland                          | 3 – 1                                     | Kwalificatie EK 2020                      | –                                         |
| 112.                                      | 24 maart 2019                             | Cyprus – België                           | 0 – 2                                     | Kwalificatie EK 2020                      | –                                         |
| 113.                                      | 8 juni 2019                               | België – Kazachstan                       | 3 – 0                                     | Kwalificatie EK 2020                      | –                                         |
| 114.                                      | 11 juni 2019                              | België – Schotland                        | 3 – 0                                     | Kwalificatie EK 2020                      | –                                         |
| 115.                                      | 6 september 2019                          | San Marino – België                       | 0 – 4                                     | Kwalificatie EK 2020                      | –                                         |
| 116.                                      | 9 september 2019                          | Schotland – België                        | 0 – 4                                     | Kwalificatie EK 2020                      | –                                         |
| 117.                                      | 10 oktober 2019                           | België – San Marino                       | 9 – 0                                     | Kwalificatie EK 2020                      | –                                         |
| 118.                                      | 13 oktober 2019                           | Kazachstan – België                       | 0 – 2                                     | Kwalificatie EK 2020                      | –                                         |
| Als speler bij SL Benfica                 | Als speler bij SL Benfica                 | Als speler bij SL Benfica                 | Als speler bij SL Benfica                 | Als speler bij SL Benfica                 | 0                                         |
| 119.                                      | 5 september 2020                          | Denemarken – België                       | 0 – 2                                     | Nations League 2020/21                    | –                                         |
| 120.                                      | 8 september 2020                          | België – IJsland                          | 5 – 1                                     | Nations League 2020/21                    | –                                         |
| 121.                                      | 11 november 2020                          | België – Zwitserland                      | 2 – 1                                     | Vriendschappelijk                         | –                                         |
| 122.                                      | 15 november 2020                          | België – Engeland                         | 2 – 0                                     | Nations League 2020/21                    | –                                         |
| 123.                                      | 18 november 2020                          | België – Denemarken                       | 4 – 2                                     | Nations League 2020/21                    | –                                         |
| 124.                                      | 24 maart 2021                             | België – Wales                            | 3 – 1                                     | Kwalificatie WK 2022                      | –                                         |
| 125.                                      | 27 maart 2021                             | Tsjechië – België                         | 1 – 1                                     | Kwalificatie WK 2022                      | –                                         |
| 126.                                      | 30 maart 2021                             | België – Wit-Rusland                      | 8 – 0                                     | Kwalificatie WK 2022                      | –                                         |
| 127.                                      | 6 juni 2021                               | België – Kroatië                          | 1 – 0                                     | Vriendschappelijk                         | –                                         |
| 128.                                      | 12 juni 2021                              | België – Rusland                          | 3 – 0                                     | EK 2020                                   | –                                         |
| 129.                                      | 17 juni 2021                              | Denemarken – België                       | 1 – 2                                     | EK 2020                                   | –                                         |
| 130.                                      | 27 juni 2021                              | België – Portugal                         | 1 – 0                                     | EK 2020                                   | –                                         |
| 131.                                      | 2 juli 2021                               | België – Italië                           | 1 – 2                                     | EK 2020                                   | –                                         |
| 132.                                      | 5 september 2021                          | België − Tsjechië                         | 3 – 0                                     | Kwalificatie WK 2022                      | –                                         |
| 133.                                      | 7 oktober 2021                            | België – Frankrijk                        | 2 – 3                                     | Nations League 2020/21 finaleronde        | –                                         |
| 134.                                      | 10 oktober 2021                           | Italië – België                           | 2 – 1                                     | Nations League 2020/21 finaleronde        | –                                         |
| 135.                                      | 13 november 2021                          | België – Estland                          | 3 – 1                                     | Kwalificatie WK 2022                      | –                                         |
| 136.                                      | 16 november 2021                          | Wales – België                            | 1 – 1                                     | Kwalificatie WK 2022                      | –                                         |
| 137.                                      | 3 juni 2022                               | België – Nederland                        | 1 – 4                                     | Nations League 2022/23                    | –                                         |
| 138.                                      | 8 juni 2022                               | België – Polen                            | 6 – 1                                     | Nations League 2022/23                    | –                                         |
| 139.                                      | 14 juni 2022                              | Polen – België                            | 0 – 1                                     | Nations League 2022/23                    | –                                         |
| Als speler bij RSC Anderlecht             | Als speler bij RSC Anderlecht             | Als speler bij RSC Anderlecht             | Als speler bij RSC Anderlecht             | Als speler bij RSC Anderlecht             | 1                                         |
| 140.                                      | 22 september 2022                         | België – Wales                            | 2 – 1                                     | Nations League 2022/23                    | –                                         |
| 141.                                      | 25 september 2022                         | Nederland – België                        | 1 – 0                                     | Nations League 2022/23                    | –                                         |
| 142.                                      | 18 november 2022                          | België – Egypte                           | 1 – 2                                     | Vriendschappelijk                         | –                                         |
| 143.                                      | 23 november 2022                          | België – Canada                           | 1 – 0                                     | WK 2022 groepsfase                        | –                                         |
| 144.                                      | 27 november 2022                          | België – Marokko                          | 0 – 2                                     | WK 2022 groepsfase                        | –                                         |
| 145.                                      | 1 december 2022                           | Kroatië – België                          | 0 – 0                                     | WK 2022 groepsfase                        | –                                         |
| 146.                                      | 24 maart 2023                             | Zweden – België                           | 0 – 3                                     | Kwalificatie EK 2024                      | –                                         |
| 147.                                      | 28 maart 2023                             | Duitsland – België                        | 2 – 3                                     | Vriendschappelijk                         | –                                         |
| 148.                                      | 20 juni 2023                              | Estland – België                          | 0 – 3                                     | Kwalificatie EK 2024                      | –                                         |
| 149.                                      | 9 september 2023                          | Azerbeidzjan – België                     | 0 – 1                                     | Kwalificatie EK 2024                      | –                                         |
| 150.                                      | 12 september 2023                         | België – Estland                          | 5 – 0                                     | Kwalificatie EK 2024                      | 4'                                        |
| 151.                                      | 13 oktober 2023                           | Oostenrijk – België                       | 2 – 3                                     | Kwalificatie EK 2024                      | –                                         |
| 152.                                      | 16 oktober 2023                           | België – Zweden                           | 1 – 1                                     | Kwalificatie EK 2024                      | –                                         |
| 153.                                      | 19 november 2023                          | België – Azerbeidzjan                     | 5 – 0                                     | Kwalificatie EK 2024                      | –                                         |
| 154.                                      | 26 maart 2024                             | Engeland – België                         | 2 – 2                                     | Vriendschappelijk                         | –                                         |
| 155.                                      | 22 juni 2024                              | België – Roemenië                         | 2 – 0                                     | EK 2024                                   | –                                         |
| 156.                                      | 26 juni 2024                              | Oekraïne – België                         | 0 – 0                                     | EK 2024                                   | –                                         |
| 157.                                      | 1 juli 2024                               | Frankrijk – België                        | 1 – 0                                     | EK 2024                                   | –                                         |
| Totaal                                    | Totaal                                    | Totaal                                    | Totaal                                    | Totaal                                    | 10                                        |

Bijgewerkt t/m 1 juli 2024.

## Erelijst
| Eredivisie | 2x | 2010/11, 2011/12 |
| KNVB Beker | 1x | 2009/10          |

| Competitie                  | Winnaar | Winnaar | Runner-up | Runner-up | Derde  | Derde  |
| Competitie                  | Aantal  | Jaren   | Aantal    | Jaren     | Aantal | Jaren  |
| België                      | België  | België  | België    | België    | België | België |
| --------------------------- | ------- | ------- | --------- | --------- | ------ | ------ |
| Wereldkampioenschap voetbal |         |         |           |           | 1x     | 2018   |

Individueel
| Nederland                                          |      |            |
| Ajax Talent van het jaar                           | 1    | 2007/08    |
| Ajax Speler van het jaar                           | 1    | 2011/12    |
| Nederlands voetballer van het jaar / Gouden Schoen | 1    | 2012       |
| Ajax club van honderd                              | 220W | 2006-2012  |
| Engeland                                           |      |            |
| Premier League Speler van de Maand                 | 1    | maart 2013 |
| PFA Premier League-elftal van het Jaar             | 2    | 2013, 2018 |
| België                                             |      |            |
| Vlaamse Reus                                       | 1    | 2024       |

## F.C. De Kampioenen
Vertonghen staat bekend als een grote fan van de televisieserie F.C De Kampioenen. In de docureeks Iedereen Duivel, waarbij de Rode Duivels achter de schermen gevolgd werden, was te zien hoe Vertonghen zelfs Franstalige ploegmaats als Guillaume Gillet en Sébastien Pocognoli kon verleiden om wat mee te pikken van de reeks. In 2017 speelde hij een gastrol als zichzelf in de film F.C. De Kampioenen 3: Forever. In 2019 bedankte Vertonghen in een videoboodschap de cast voor de mooie momenten die ze hem al bezorgden. Hij verwees in de videoboodschap naar de aflevering Here we come uit het vierde seizoen van de reeks, waarin de fictieve club een vriendschappelijke wedstrijd inplant tegen het eveneens fictieve Nottingham Hotspurs, een samensmelting van Nottingham Forest en Vertonghens latere club Tottenham Hotspur.

## Jan Vertonghen Foundation
Naar aanleiding van zijn 100e aantreden als Rode Duivel richtte Jan Vertonghen in 2018 de Jan Vertonghen Foundation op. Hij speelde toen nog bij Ajax en werd geïnspireerd door interactieve speelvelden van het Amsterdams kinderziekenhuis VUmc. Hij wou zijn bekendheid aanwenden om kinderen te helpen. Het doel van zijn stichting is om aan elk kind de mogelijkheid te geven om buiten te sporten, te spelen en te bewegen, ongeacht hun leeftijd, afkomst, geslacht en fysieke of mentale beperkingen. In 2025 had de Foundation al 14 aangepaste, inclusieve en drempelverlagende speelplaatsen ("playgrounds") opgericht in woonwijken en scholen in België, meer bepaald in Lanaken, Antwerpen, Kortrijk, Luik, Temse, Assenede, Niel, Zonnebeke, Berlare, Westerlo, Sint-Genesius-Rode, Genk en twee in Maasmechelen. 
Daarnaast biedt de Jan Vertonghen Foundation specifieke ondersteuning aan kinderen met een ziekte of beperking die in ziekenhuizen in België verblijven of revalideren. In het Koningin Mathilde Moeder- en Kindcentrum van het UZ Antwerpen verleende de stichting in 2019 met een interactieve voetbalmuur in open lucht ondersteuning voor de revalidatiemogelijkheden van kinderen. In het Montlégia ziekenhuis in Luik hielp de Foundation in 2022 om het dakterras in te richten als "playground" voor kinderen. In 2025 werd "Planeet Goudgeel" geopend in het ziekenhuis van Geel waarbij de kinderafdeling de vorm kreeg van een ruimteschip met kleurrijke muurschilderingen rond het thema ruimtevaart thema en vrolijke figuren die de kinderen wegwijs maken op de afdeling.